# Doleranus longula
Doleranus longula är en insektsart som beskrevs av David D. Gillette och Baker 1895. Doleranus longula ingår i släktet Doleranus och familjen dvärgstritar. Inga underarter finns listade i Catalogue of Life.